# El Codonyer (Clariana de Cardener)
El Codonyer és un indret del poble de Clariana de Cardener al municipi del mateix nom de la comarca del Solsonès.